# الطوارئ المالايوية
الطوارئ المالايوية (بالإنجليزية: Malayan Emergency)‏ هي حرب عصابات قامت في الاتحاد المالايوي من عام 1948 حتى 1960. كان النزاع بين قوات الكومنولث المسلحة وجيش التحرير الوطني المالايوي (إم إن إل أيه)، الذي كان الجناح العسكري للحزب الشيوعي المالايوي (إم سي بّي). امتد القتال على مدى الفترة الاستعمارية وبعد قيام ماليزيا المستقلة. رغم أن السلطات الاستعمارية أشارت للقتال بصفة «الطوارئ»، لكن جيش التحرير الوطني المالايوي أشار إليه بصفة «حرب التحرير الوطنية المعادية للبريطانيين».
في يونيو من عام 1948، أعلنت الحكومة الاستعمارية حالة طوارئ في مالايا البريطانية بعد أن بدأت عصابات جيش التحرير الوطني المالايوي بقتل عمال المزارع. أرادوا تحرير مالايا من الحكم الاستعماري البريطاني تحت قيادة تشينغ بينغ. كان العديد من مقاتلي جيش التحرير الوطني المالايوي أعضاء سابقين في الجيش الشعبي المالايوي المعادي للحيش الياباني الذي قاتل جيش اليابان الامبراطورية خلال الحرب العالمية الثانية. واستمد قوته السياسية من «المستقطنين» من صينيي ماليزيا الذين لا يملكون أرضًا، كان معظمهم شيوعيون، وكانوا يعيشون في مساكن فقيرة بين المزارع التجارية والأحراش.
بعد أن أسس جيش التحرير الوطني المالايوي سلسلة من القواعد الدغلية، بدأوا بمهاجمة أهداف تابعة لحكومة بريطانيا الاستعمارية ومنشآت عسكرية تابعة لقوات الكومنولث. بالإضافة إلى تخريبهم المعدات أيضًا ومهاجمة العمال والقرى المرتبطة بصناعة مزارع المطاط بعنف. وبسرعة كبيرة، أقامت العصابات مناطق ضخمة تحت الحكم الشيوعي في مراكز مالايا.
ردًا على جيش التحرير الوطني المالايوي، أطلقت حكومة بريطانيا الاستعمارية سلسلة من الهجمات العسكرية المضادة. خلق التكتيك العملياتي الذي اتبعه جنود الكومنولث المصطلح العسكري مهمات البحث والتدمير. وفي ظل خطة بريغ، عُينت وحدات رد سريع يمكنها الاستجابة بسرعة لأي من هجمات العصابات، وأُقيمت قوة طوعية إضافية لحماية المدن والمزارع. قُدم برنامج إصلاح أراض أيضًا ليمنح المستوطنين الذين لا يملكون أرضًا استحقاقًا للأراضي التي بُنيت منازلهم عليها. بنَت الحكومات المدنية المحلية قرى «جديدة» محصنة لحماية العمال من الغارات الليلية التي يشنها جيش التحرير الوطني المالايوي.
بغض النظر عن تضاؤل النزاع المسلح عام 1960، جدد القائد الشيوعي تشين بينغ التمرد ضد الحكومة الماليزية عام 1967. واستمرت هذه المرحلة الثانية من التمرد حتى عام 1989.

## جذور النزاع

### العوامل الاقتصادية
اعتمد اقتصاد المنطقة على تصدير القصدير والمطاط، فكان بذلك عرضة لأي تحولات تحدث في السوق العالمية. عندما سيطرت بريطانيا على الاقتصاد المحلي، فرضت ضرائب على بعض السلع هناك، التي تؤثر على الصناعات التقليدية. أدى ذلك إلى زيادة في نسبة الفقر داخل الشعب المالايوي. وجد العديد من الصينيين أن العمل في مناجم القصدير هو المسؤول عن تجارة الأدوات. ساهم هذا في التوترات العرقية، حيث وجد المالايو أن الصينيين قد حلوا مكانهم في بعض الوظائف وأصبح العثور على عمل أكثر صعوبة. أجبر هذا العديد من الملايو إلى الاشتغال في صناعة المطاط، والتي بدورها كانت تعتمد اعتمادا كبيرا على الأسعار العالمية المتقلبة.
ازداد التوتر الاقتصادي خلال الحرب العالمية الثانية. بدأ الاحتلال الياباني لمالايا في 1941، ومن هذه النقطة فصاعدا فقد «أصبح تصدير المنتجات الأولية يقتصر فقط على كميات صغيرة نسبيا ضرورية للاقتصاد الياباني». أدى ذلك إلى التخلي على مناطق واسعة كانت تحتوب على مزارع للمطاط وتم إغلاق العديد من المناجم. تأثرت هذه الأخيرة تدريجيا بسبب نقص قطع الغيار لآلات الاستخراج.
انخفضت واردات الأرز سريعًا، التي تشكل جزءًا كبيرًا من النظام الغذائي المالايوي، بسبب محدودية التجارة، وبالتالي اضطر السكان إلى تركيز جهودهم على المعيشة. اعتقد الكثير من الناس أن البريطانيين سيعودون قريبًا و «ينقذونهم» لذا لم يحاولوا تعلم مهارات الزراعة الضرورية للبقاء على قيد الحياة. وأدى ذلك لاحقًا إلى قحط شديد في مالايا عام 1942.
ترك انسحاب اليابان في نهاية الحرب العالمية الثانية الاقتصاد المالايوي البريطاني مضطربًا. تضمنت المشاكل البطالة وانخفاض الأجور ومستويات عالية من التضخم الغذائي، أعلى بكثير من المستوى الصحي المتمثل بـ 2-3%. بدأ الحزب الشيوعي المالايوي باستخدام الفشل الاقتصادي كأداة للحملات الدعائية ضد البريطانيين. لم يتناول البريطانيون المشاكل الاقتصادية الكامنة التي وصلت إلى أسوأ حد شهدته مالايا. كانت هناك اضطرابات عمالية شديدة ووقع عدد كبير من الإضرابات بين عامي 1946 و1948. ومن الأمثلة على ذلك إضراب عام لمدة 24 ساعة نظمه الحزب الشيوعي المالايوي في 29 يناير من عام 1946. خلال هذا الوقت، كانت الإدارة البريطانية تحاول تنظيم اقتصاد مالايا، حيث كانت الإيرادات من صناعات القصدير والمطاط في مالايا مهمة للشفاء البريطاني بعد الحرب. تعرض المحتجون لمعاملة قاسية، من خلال إجراءات تشمل الاعتقالات والترحيل. وبدورهم، أصبح المتظاهرون أكثر تشددًا. في عام 1947 وحده، نظم الشيوعيون في مالايا 300 إضراب آخر.
حاولت السلطات البريطانية، بعد الحرب مباشرة، تشكيل الاتحاد المالايوي - وهي دولة يتمتع فيها جميع المواطنين، المالايويين والصينيين والهنود، بحقوق متساوية. تم رفض هذا من قبل العديد من المالايويين العرقيين وحكام مختلف الدول المحمية الخاضعة للسيطرة البريطانية الفعالة. ونتيجة لذلك، سحب البريطانيون الاقتراح وبالنسبة للعديد من الصينيين على وجه الخصوص، ظهر هذا كخيانة بعد أن تحملت جماعتهم العبء الأكبر في قتال الاحتلال الياباني.

### الحوادث الأولى
أُطلقت أولى رصاصات الطوارئ المالايوية في تمام الساعة 8:30 يوم 16 يونيو من عام 1948، في عقار إلفيل عشرين ميلًا شرق مدينة سونغاي سيبوت، فيرق. قُتل ثلاثة مدراء مزارع أوروبيين، آرثر ووكر (50 عام، مدير)، جون آليسن (55 عام، مدير) ومساعده الشاب إيان كريستيان، على يد ثلاثة شبان صينيين. كانت الخطة تشمل بريطانيًا رابعًا في عقار يبعد عدة أميال عن سونغاي سيبوت. لكن سيارته الجيب تعطلت أثناء الفحص الصباحي، وتأخر في العودة إلى المكتب. أُرسلت مجموعة أخرى من المسلحين لقتله. لكنهم لم يُطيقوا الانتظار ورحلوا.
بعد ذلك بيومين، في 18 يونيو من عام 1948، سن البريطانيون إجراءات الطوارئ لتصبح قانونًا، أولاً في فيرق ردًا على حادثة سونغاي سيبوت، ثم في يوليو على مستوى البلاد. وبموجب هذه الإجراءات، حُظر الحزب الشيوعي المالايوي (إم سي بّي) والأحزاب اليسارية الأخرى. مُنحت الشرطة السلطة لاعتقال الشيوعيين والذين يشتبه بهم في مساعدتهم. تراجع الحزب الشيوعي المالايوي، بقيادة شين بينغ، الذي كان الأمين العام له، إلى المناطق الريفية وشكل جيش التحرير الوطني المالايوي (المعروف أيضا باسم جيش تحرير الأعراق المالايوية إم آر إل أيه) أو جيش تحرير الشعب الماليزي (إم بّي إل أيه) في يناير من عام 1949. بدأ جيش التحرير الوطني المالايوي حملة حرب عصابات، استهدفت بشكل أساسي الصناعات الاستعمارية المعتمدة على الاستخراج الموارد الطبيعية؛ مناجم القصدير ومزارع المطاط، وشن جيش التحرير الوطني المالايوي أول حرب عصابات له بعد يونيو من عام 1948، على غوا موسانغ. هاجمها واحتلها.
كان جيش التحرير الوطني المالايوي بصورة جزئية إعادة تشكيل للجيش الشعبي المالايوي المعادي للجيش الياباني (إم بّي أيه جيه أيه)، قاد الحزب الشيوعي المالايوي قوة العصابات التي كانت المقاومة الأساسية في مالايا ضد الاحتلال الياباني. درب البريطانيون الجيش الشعبي المالايوي المعادي للجيش البريطاني سرًا وسلحوه خلال المراحل الأخيرة من الحرب العالمية الثانية. حُل الجيش الشعبي المالايوي المعادي للجيش في ديسمبر من عام 1945، وسلم جميع أسلحته رسميًا إلى الإدارة العسكرية البريطانية. قُدمت حوافز اقتصادية للأعضاء الذين وافقوا على حله. رفض نحو 4000 عضو هذه الحوافز وتواروا عن الأنظار.